# Savior (песня Rise Against)
«Savior» — третий сингл американской панк-рок группы Rise Against с альбома Appeal to Reason. Релиз песни состоялся 3 июня 2009 года на лейбле Interscope Records. Песня записывалась в The Blasting Room, Форт-Коллинс, Колорадо. Текст песни был написан вокалистом группы Тимом Макилротом, а музыка — коллективно всей группой.
Песня отличается от большинства песен группы тем, что она не затрагивает социальные и политические темы. «Savior» — песня о разрушенных отношениях.
При написании текстов песен Rise Against Макилрот часто пел бессмысленные слова под завершённые мелодии, чтобы идентифицировать лирический тон, который каждая песня в конечном итоге передаст. Для «Savior» Макилрот заметил, что, когда он пел бессмыслицу, он всегда пел линию «Я тебя не ненавижу». Макилрот использовал эту линию в качестве основы для создания текстов и тем, присутствующих в сингле.
В интервью 2014 года Тим сказал, что изначально хотел вырезать песню из альбома, но песня была оставлена.

## Появление в медиа и оценки
«Savior» начала проигрываться на радио 16 июня 2009 года. Джон Хэнсон из Sputnikmusic написал, что песня напоминает треки из альбома «Revolutins per Minute».
Песня попала в несколько чартов. В Alternative Songs, Hot Rock Songs и Rock Airplay песня достигла 3 места. В Mainstream Rock Songs сингл достиг 18 места, в Heatseekers Songs — 7 места, в Rock Digital Song Sales — 30 места. В Canadian Hot 100 сингл достиг 68 места.

## Видеоклип
На песню был снят видеоклип, продюсером которого был Кевин Керслейк, который ранее руководил съёмками клипов на песни «Ready to Fall» и «Re-Education (Through Labor)».
В клипе показаны Rise Against, выступающие ночью в месте, освещённом прожекторами и животные (актёры в костюмах животных). В начале клипа Тим зажигает фаер, кладёт его на землю, а затем вокруг группы загораются прожекторы. На протяжении клипа постоянно показываются животные, которые в одних сценах все вместе, а в других они показаны поодиночке в разных местах. Например, белый медведь едет в пустом автобусе, собака роется в мусорном баке и т. д.
Клип на «Savior» набрал самое большое, среди всех клипов Rise Against, количество просмотров на YouTube.

## Чарты
| Чарт                                | Высшая позиция |
| ----------------------------------- | -------------- |
| Alternative Songs (Billboard)       | 3              |
| Hot Rock Songs (Billboard)          | 3              |
| Rock Airplay (Billboard)            | 3              |
| Mainstream Rock Songs (Billboard)   | 18             |
| Heatseekers Songs (Billboard)       | 7              |
| Rock Digital Song Sales (Billboard) | 30             |
| Canadian Hot 100                    | 68             |